# 546 Herodias
546 Herodias је астероид главног астероидног појаса са пречником од приближно 66,02 km.
Афел астероида је на удаљености од 2,896 астрономских јединица (АЈ) од Сунца, а перихел на 2,298 АЈ.
Ексцентрицитет орбите износи 0,115, инклинација (нагиб) орбите у односу на раван еклиптике 14,851 степени, а орбитални период износи 1528,922 дана (4,185 године).
Апсолутна магнитуда астероида је 9,70 а геометријски албедо 0,053.
Астероид је откривен 10. октобра 1904. године.